# Tezz
Pour plus de détails, voir Fiche technique et Distribution.
Tezz (तेज़) est un film indien de Bollywood réalisé par Priyadarshan sorti le 27 avril 2012.
Le film met en vedette Mohanlal, Anil Kapoor, Ajay Devgan et Kangana Ranaut. Il s'inspire du film japonais Super Express 109.

## Synopsis
Aakash Rana (Ajay Devgn), un ingénieur indien talentueux qui vit au Royaume-Uni. Victime d'une expulsion injuste à cause de son statut d'immigrant illégal, Aakash nourrit un profond désir de vengeance contre le système qui l'a brisé.
Quelques années plus tard, il planifie un attentat à la bombe dans un train à grande vitesse reliant Londres à Glasgow. Avec l’aide de ses complices, il pose une bombe à bord et contacte les autorités pour exiger une rançon colossale.
La situation devient critique, car désamorcer la bombe semble impossible sans provoquer un carnage. Pendant ce temps, Aakash Rana (Anil Kapoor), un policier déterminé et expérimenté, se lance dans une course contre la montre pour neutraliser la menace et sauver les passagers du train.

## Fiche technique
- Titre : Tezz
- Titre original : तेज़
- Réalisation : Priyadarshan
- Scénario : Robin Bhatt et Aditya Dhar (dialogues)
- Musique : Wajid Ali
- Photographie : Riki Butland et S. Tirru
- Montage : Steven H. Bernard et T. S. Suresh
- Production : Ratan Jain et Malcolm Walker
- Société de production : United 7 Entertainment
- Pays :  Inde et  Royaume-Uni
- Genre : Action, drame et thriller
- Durée : 121 minutes
- Dates de sortie : 
  -  Inde : 26 avril 2012

## Distribution
- Mohanlal : Shivan Menon (Cameo Appearence)
- Ajay Devgn : Aakaash Rana
- Anil Kapoor : Arjun Khanna
- Kangana Ranaut : Nikita Rana
- Zayed Khan : Aadil Khan
- Boman Irani : Sanjay Raina
- Sameera Reddy : Megha Solanki
- Philip Martin Brown : le chef de la police Alan
- Sagar Arya : Vikas
- Dominic Power : Jo Jo
- Avika Gor : Piya Raina
- Puja Bhatt : Renu Raina
- Bhavna Pani : Radhika
- Mudit Kumar Nair : Manish Solank
- Cameron Bundy : Baby Aakash
- Cory Goldberg : John
- Jatin Goswami : l'avocat de Kangana
- Ghizala Avan : la femme d'Anil
- Manpreet Bambra : la fille d'Anil
- Danny Sapani : David, le conducteur de train
- Graham Seed : le médecin
- Naveed Choudhry : un ouvrier / le mécanicien
- Douglas Reith : le ministre du rail
- Terence Harvey : le ministre du Logement
- Ken Bradshaw : un conducteur de train
- Sebastian Abineri : passager 1
- Emily Bowker : passager 4
- Flaminia Cinque : passager 5
- Kevin Moore : le prêtre
- Paresh Rawal : (non crédité)

## Box-office
Le film est un échec au box-office.[réf. nécessaire]